# Eddie Dew
Eddie Dew (29 de enero de 1909 – 6 de abril de 1972) fue un actor y director cinematográfico y televisivo estadounidense. Como actor es sobre todo recordado por sus papeles protagonistas en filmes western de serie B de la década de 1940. En los años cincuenta dirigió producciones televisivas y cinematográficas, destacando la serie Sergeant Preston of the Yukon.

## Biografía
Nacido en Sumner, Washington, Dew inició su carrera como actor mediada la década de 1930, actuando en pequeños papeles. Sus primeras interpretaciones de cierta entidad fueron como Capitán Kendall en Military Academy (1940) y Henchman French en Dude Cowboy. Su primer papel protagonista fue el de Scott Yager en Red River Robin Hood (1942). A este siguieron dos primeros papeles para Republic Pictures en los westerns Beyond the Last Frontier (1943) y Raiders of Sunset Pass (1943). En la siguiente década Dew trabajó para Universal Pictures, interpretando principalmente papeles de reparto. Muchos de los filmes rodados con Universal en los años cuarenta los hizo junto a Rod Cameron, como es el caso de Trigger Trail (1944) y Renegades of the Rio Grande (1945).
A principios de los años cincuenta la carrera de Dew se centraba más en la dirección cinematográfica y televisiva, aunque siguió actuando ocasionalmente hasta su retiro en 1969. Su última película fue Pagan Island (1961) y entre sus trabajos televisivos figuran actuaciones en Annie Oakley, Buffalo Bill, Jr., y Hawaii Five-O. Dew dirigió un total de seis largometrajes: The Living Bible (1952), The Living Bible: Last Journey to Jerusalem (1952), Naked Gun (1956), The Old Testament Scriptures (1958), Stump Run (1959), y Wings of Chance (1961). Su trabajo como director, sin embargo, está principalmente asociado al programa televisivo Sergeant Preston of the Yukon, del cual dirigió 40 episodios.
Eddie Dew falleció en 1972 en Burbank (California).  